# المحل (ربع ظلمة)

تعديل مصدري - تعديل

المحل محلة تابعة لقرية المدورة، التابعة لعزلة ربع ظلمة بمديرية حبيش إحدى مديريات محافظة إب في الجمهورية اليمنية، بلغ تعداد سكانها 253 حسب تعداد اليمن لعام 2004.